# Rhynchortyx
Rhynchortyx is een geslacht van vogels uit de familie Odontophoridae.

## Soorten
Het geslacht bevat slechts één soort:
- Rhynchortyx cinctus – Langpootkwartel